# 関文彦
関 文彦（せき ふみひこ、1942年4月17日 ‐ ）は、日本の実業家。株式会社関家具の創業者で代表取締役社長。昭和43年、25歳の時たった一人で家具卸を起業して以降、2017年には連結売上高155億円をあげるまでに会社を成長させた。全国3000店舗へ家具を卸し、直営店舗を35店経営。平成30年には創業50年を迎えその間赤字なしを達成している。トレードマークは黒いシャツに黒いジャケット、赤いネクタイ。

## 人物・略歴
福岡県大川市に木工職人の子として生まれる。父親は職人気質で腕もよかったが良いものを安く販売していたため仕事はあっても利幅は薄く、暮らしは楽ではなかった。大川で育った関は小学生の頃には父の弟子たちと一緒に材木を運び、中学生の頃には鋸と鉋を使いこなしていたという。中学、高校時代は野球一筋で地元大川高校から甲子園を目指していたがかなわなかった。高校卒業後久留米市で親戚が経営する寝具・家具店に住み込みで働き始め、家具部門を任され盆・正月以外は休みなく働いた。
ところが次第にコンプレックスを感じ始めるようになる。顧客には東京大学や九州大学などを出た教養の高い人たちに対して自分の知識や話術ではこれらの人との関係を深めることができなかった。それを惨めに感じていた。一念発起し歯磨き粉の量を減らし、爪に火をともすようにしてお金をため福岡大学商学部二部に入学した。昼は仕事、夜は大学で簿記や会計を学びながらそこで知り合った人に株式や不動産投資を教えてもらい、株で儲けがでたこともあり100坪の土地を手に入れた。その後その土地の価格が上がり売却時には投資額の何倍ものお金を手にした。1968年大学を卒業した際に、この時の売却金と預貯金を元手に大川市内に土地を購入し、鉄骨平屋建ての事務所兼倉庫を建てトラック1台で家具問屋を始めた。
もの作りは好きだったが自分で作っていたのでは限界がある。他の人が作ったものを仕入れて販売した方が大きな商売になると関は考え、問屋業になろうと決心したからだった。
大手卸売店との差別化を図るため「現金取引」にこだわった。手形の取引が主流だったが、朝メーカーから仕入れて、日中に販売店に現金で販売し、夜にメーカーに現金で支払うというやり方。その後資金が回るようになると、朝仕入れて朝支払い、さらには前払いで商品を仕入れることができるようになった。
業容拡大のために考えた一つに、アウトレット商品を販売した。台湾、インドネシアからの輸入家具には必ずキズ物が含まれており、当時は廃棄処分が当然だったが腕の良い職人に修復してもらい仕入れ値ぐらいで販売した。

## 転機
関は法人化を契機として一緒に働く社員の満足や顧客の満足、さらには地域社会への貢献などを考えるようになる。「何のために事業をやるのか」という事業目的を自覚するようになった。
創業時はタンスなどの「箱物」全盛の時代だったが関は1974年、1975年にかけアメリカ市場を視察した際、収納家具はビルトインになっており、一方家具屋はベッドやソファ、テーブル、椅子など「脚物」ばかりで今後日本も洋式化することを見越して自社においても「脚物」に軸足を移した。
卸売業に加えてショールームやギャラリー、ショップなどの小売店を東京・大阪を中心に全国の主要都市に36店舗をかまえる。ニーズの高かった一枚板の天板製造を目的に関家具工房木馬を設立して、「メーカー」から「卸売業」、そして「小売業」という独自の垂直統合経営を実現している。その後家庭用家具だけではなく、オフィス向けやホテル・レストランなど業務用、福祉、医療向け、商業施設向け什器まで広げている。

## 経営理念
関は、”経営の心得13か条”を掲げ、その中で、社長として365日ハードワークを実践し50年間休みを取ることなく働いている。また、社員には「楽しくなければ仕事じゃない。やりたいことを任す。失敗しても文句は言わぬ。責任は全て社長が取るから思い切りやってください」という信条に則り、現代の人々のライフスタイルや暮らしに求めるものといった“時流”を社員という先生から学んでいる。

## 受賞
- 財団法人九州、山口地域経済貢献者顕彰財団　第38回「経営者賞」受賞[1]
- 日刊工業新聞　第27回　「地域社会貢献者賞」受賞[1]
- 平成21年　経済産業省　雇用促進優良企業1400社の1社に選出[1]
- 全国銘木連合会　全国銘木展示大会　第59回「銘木大賞」受賞[1]
- 平成23年　経営革新計画承認「福岡県知事賞」受賞[1]

## テレビ出演
- 日経スペシャル カンブリア宮殿 新ビジネスが続々！ 知られざる家具会社の秘策（2021年10月28日、テレビ東京）[10]